# مناهضة صيد الحيتان
يشير مصطلح مناهضة صيد الحيتان، إلى الإجراءات التي يتخذها الناشطون من أجل إنهاء صيد الحيتان بأشكاله المختلفة، سواء كان على الصعيد المحلي أو الدولي، بغية حماية البيئة البحرية. يأتي هذا الحِراك استجابةً لصراعات مع بلدان ومنظمات مؤيدة لصيد الحيتان، والتي تمارس هذا النوع من الصيد بغية التجارة أو الأبحاث، إضافةً إلى انخراط السكان الأصليين في هذه الممارسات بغية تأمين الكفاف. تعرضت بعض الجماعات المناهضة لصيد الحيتان للانتقادات والإجراءات القانونية بسبب الأساليب المتطرفة التي اتبعوها، بما في ذلك الحراك المباشر العنيف. يُستخدم مصطلح مناهضة صيد الحيتان أيضًا، لوصف المعتقدات والأنشطة المتعلقة بهذه الإجراءات.

## خلفية تاريخية

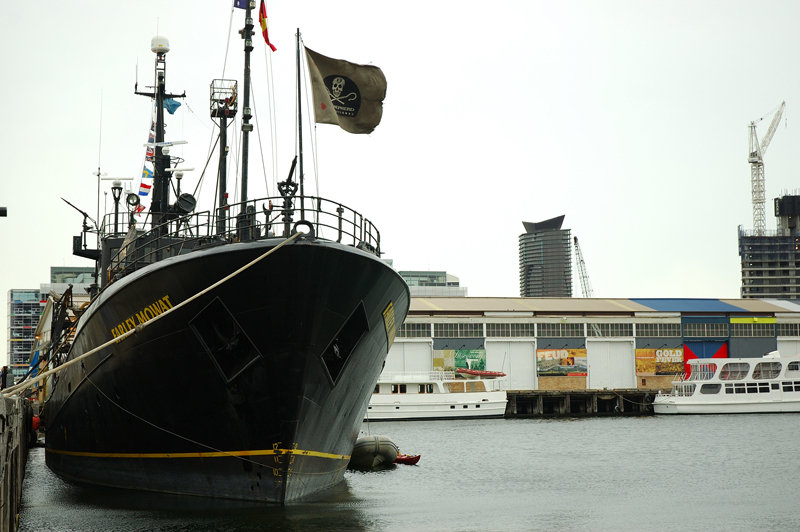
سفينة البحث والإنقاذ التابعة لحركة "شيبرد البحرية" (RV Farley Mowat)، رست في ميناء ملبورن قبل الإبحار لملاحقة أسطول الصيد اليابانيين للحيتان في عام 2005.

ليس لحِراك مناهضة صيد الحيتان تاريخ طويل مقارنة بالأشكال الأخرى للحراك والوعي البيئيين. بدأ أوائل الأعضاء في المنظمات البيئية الاحتجاج على صيد الحيتان في جميع أنحاء العالم في القرن العشرين. جاءت هذه الإجراءات ردًا مباشرًا على النضوب العالمي لأعداد الحيتان بسبب فرط الاستغلال من قبل صناعة الصيد وفشل اللوائح الدولية في تقنين صيد الحيتان.

### تقنين صيد الحيتان
أثارت عصبة الأمم مخاوفًا بشأن فرط استغلال أرصدة الحيتان، ودعت إلى اتخاذ تدابير الحفظ في عام 1925. وأدى ذلك في النهاية إلى اتفاقية جنيف لتنظيم صيد الحيتان التي قُدمت في عام 1931، ولكنها لم تدخل حيز التنفيذ حتى عام 1934، وتجاهلتها بالكامل كل من ألمانيا واليابان.
أضاف المؤتمر الدولي المعني بصيد الحيتان في عام 1937 قيودًا على صيد الحيتان العائمة من أجل منع فرط الاستغلال (وبالأخص الحوت الأزرق خوفًا من انقراضه)، وأفضى ذلك إلى عقد الاتفاقية الدولية لتنظيم صيد الحيتان.
عُقدت الاتفاقية الدولية لتنظيم صيد الحيتان في عام 1946 في واشنطن «بغية تحقيق الحفظ المناسب لأرصدة الحيتان، ومن ثم إتاحة التطوير المنظم لصناعة صيد الحيتان». أفضت الاتفاقية الدولية لتنظيم صيد الحيتان استنادًا على اتفاقية عام 1937 والبروتوكولات اللاحقة في عامي 1938 و1945، إلى تأسيس اللجنة الدولية لصيد الحيتان في عام 1949، ووضع المبادئ التوجيهية للتنظيم الدولي لصيد الحيتان الساحلي وفي منطقة البحر المفتوح.

ينتقد البعض فشل الاتفاقية الدولية لتنظيم صيد الحيتان واللجنة الدولية لصيد الحيتان الناجم عن الافتقار إلى القواعد القابلة للتنفيذ والثغرات التنظيمية. صرح كريج فان نوت:
إن كل عملية لصيد الحيتان في العالم بأي شكل، وبدون استثناء، انتهاك للّوائح أو المبادئ أو الحصص التي تشكل أساس المحاولة الدولية للحفاظ على الحيتان أو إدارة أرصدتها، وما تعكسه الانتهاكات المستمرة لنظام حصص اللجنة الدولية لصيد الحيتان ليس إلا مؤشرات لنظام رقابة غير فعّال. النظام الحالي منقوص للغاية، ويفتقر إلى الموارد والموظفين لدرجة يكاد يكون غير موجود أساسًا.
اتخذت اتفاقية الصيد والحفاظ على الموارد الحية في أعالي البحار في عام 1966، الخطوات الأولى في الحفاظ على البيئة البحرية في جميع أنحاء العالم. صُممت المعاهدة الدولية تحديدًا لمواجهة فرط استغلال الحياة البحرية، بما في ذلك الحيتان.
جرى التصويت في مؤتمر الأمم المتحدة المعني بالبيئة البشرية عام 1972، لصالح منع صيد الحيتان التجاري لمدة 10 سنوات على الصعيد الدولي، بحوالي 52 صوتًا من أصل 52، لكن قرار الأمم المتحدة لم يُعتمد من قبل اللجنة الدولية لصيد الحيتان. صوتت أيسلندا واليابان والنرويج وبنما وروسيا وجنوب إفريقيا بالرفض.
اقتُرح منع الصيد مرة أخرى في عام 1973، وصُوت ضده في اللجنة الدولية لصيد الحيتان بأقل من ثلاثة أرباع الأغلبية المطلوبة، إذ صوتت أيسلندا واليابان والنرويج وروسيا وجنوب إفريقيا بالرفض. شهدت اللجنة الدولية لصيد الحيتان زيادة في عدد أعضائها بين عامي 1973-1982، من 14 دولة إلى 37 دولة.

### الحماية الوطنية
أصدرت الولايات المتحدة في عام 1972، قانون حماية الثدييات البحرية كأول مادة تشريعية تدعو على وجه التحديد إلى توظيف نهج النظام البيئي في إدارة الموارد الطبيعية والحفاظ عليها. يحظر القانون صيد الثدييات البحرية وقتلها، ويفرض حظرًا على استيراد أي من الثدييات البحرية أو تصديرها أو بيعها، إلى جانب أي جزء أو منتج من الثدييات البحرية داخل الولايات المتحدة. سنت الولايات المتحدة أيضًا في نفس العام، قانون الحماية البحرية والبحوث والمحميات البحرية الذي أسس للبرنامج الوطني للمحميات البحرية.
لعبت الولايات المتحدة لاحقًا دورًا مهمًا في قبول الحظر العالمي لصيد الحيتان التجاري بسبب قوانينها المحلية. منح تعديل بيلي لقانون حماية الصيادين في الولايات المتحدة عام 1971 رئيس الولايات المتحدة السلطة القانونية لحظر استيراد المنتجات السمكية من أي دولة، مما قلل من فعالية برامج الحفاظ على مصايد الأسماك. عُزز القانون لاحقًا من خلال تعديل باكوود ماجنوسون لقانون الحفاظ على مصايد الأسماك وإدارتها، مما منح السلطة لفرض جزاءات إضافية فيما يتعلق بالاتفاقية الدولية لتنظيم صيد الحيتان.

### الإجراءات المباشرة: أيسلندا
جذب الناشط الكندي آلين ثورنتون الانتباه عندما سافر إلى إنجلترا عام 1976 لتأسيس فرع لمنظمة السلام الأخضر في أوروبا، وساهمت جهوده في جمع الأموال بتقديم الممثل الكوميدي سبايك ميليغان وفرقة البيتلز لتبرعات سخية. ساعد في عام 1977، في تأسيس منظمة السلام الأخضر في المملكة المتحدة. وأعقب المكتب الجديد مكاتب إضافية لمنظمة السلام الأخضر في كل من فرنسا وهولندا وألمانيا والدنمارك. تولى الناشط في منظمة السلام الأخضر، ديفيد ماك تاغارت، القيادة العامة لمنظمة السلام الأخضر الدولية. تولت سفينة راينبو واريور في عام 1978 مهمة التصدي لصيادي الحيتان في أيسلندا شمال المحيط الأطلسي، بفضل المساهمات الأوروبية ومنحة الصندوق العالمي للحياة البرية.
أمضت سفينة راينبو واريور شهرًا من التدخلات لمنع صيد الحيتان في المياه الآيسلندية دون وقوع حوادث أثناء حملة عام 1978.
قام ناشطون في مجموعة راعي البحر للحماية بإغراق سفينتين غير مأهولتين لصيد الحيتان هما فاليور6 وفاليور7، فيما دُعي بعمليات إغراق فاليور لعام 1986، كما خربوا محطة معالجة لصيد الحيتان في فالفيور.

### التحقيق في تشيلي
تعرض المحقق من منظمة السلام الأخضر كامبل بلودن لخطر الاعتقال في عام 1979 من قبل إدارة الاستخبارات الوطنية (الشرطة السرية)، وذلك أثناء جمعه للمعلومات، بما في ذلك الأدلة الفوتوغرافية، حول عملية صيد الحيتان في سان فيسينتي في تشيلي. قام اثنان آخران من ناشطي منظمة السلام الأخضر بإجراء أبحاث سرية حول صيد الحيتان في الساحل التشيلي، ووجدوا أسطولًا من ثلاث سفن قديمة لصيد الحيتان، والتي كانت قادرة على صيد 77 حوتًا في عام 1976، وزادت حصصها لتبلغ 500 حوت في عام 1978.
اكتشفت منظمة السلام الأخضر أن استثمارات اليابان في صيد الحيتان في تشيلي قد تضمنت سفينة الصيد والتصنيع أورينت مارو 2، والتي أُعيد تسميتها باسم بولمي ستار 3، ومن ثم خوان 9 في عام 1980. كشفت وثائق التصدير أن سفينة صيد الحيتان أُدرجت بالخطأ على أنها سفينة صيد للروبيان قبل انضمام شيلي إلى اللجنة الدولية لصيد الحيتان، رغم حظر بيع معدات صيد الحيتان لغير الأعضاء. لطالما انتهك صائدو الحيتان لوائح اللجنة الدولية لصيد الحيتان، بما في ذلك الصيد في غير مواسم الصيد وقتل الأنواع المحمية. تسبب تحطم ذراع التوصيل في سفينة خوان 9 في مشاكل مالية دفعت الدائنين إلى حجز السفينة بعدها بعام.